# 天山柴胡
天山柴胡（学名：Bupleurum tianschanicum）为伞形科柴胡属的植物。分布于俄罗斯以及中国大陆的新疆等地，生长于海拔1,700米至2,000米的地区，多生在草坡和石砾堆中，目前已由人工引种栽培。